# 21e Leger (Wehrmacht)
Het 21e Leger (Duits: 21. Armee) was een Duits leger in de Tweede Wereldoorlog. 

## Krijgsgeschiedenis
Het 21e Leger werd opgericht op 27 april 1945 in Mecklenburg-Voor-Pommeren uit de rest-staf van het uit Oost-Pruisen geëvacueerde 4e Leger. Het leger nam al de volgende dag de rechtervleugel over van het 3e Pantserleger met:
- III (Germaanse) SS Pantserkorps
  - 3e Marine-Infanteriedivisie
  - 7e Pantserdivisie
  - 25e Pantsergrenadierdivisie
- 101e Legerkorps
  - 5e Jägerdivisie
  - 309e Infanteriedivisie "Berlin"
  - 606e Infanteriedivisie).

De meeste troepen hadden echter intussen hun samenhang al lang verloren. Vanaf hier volgde een terugtocht naar het westen, naar de demarcatielijn. 
Het 21e Leger capituleerde op 2 mei 1945 zuiden van de Schweriner See aan Amerikaanse troepen.

## Commandanten

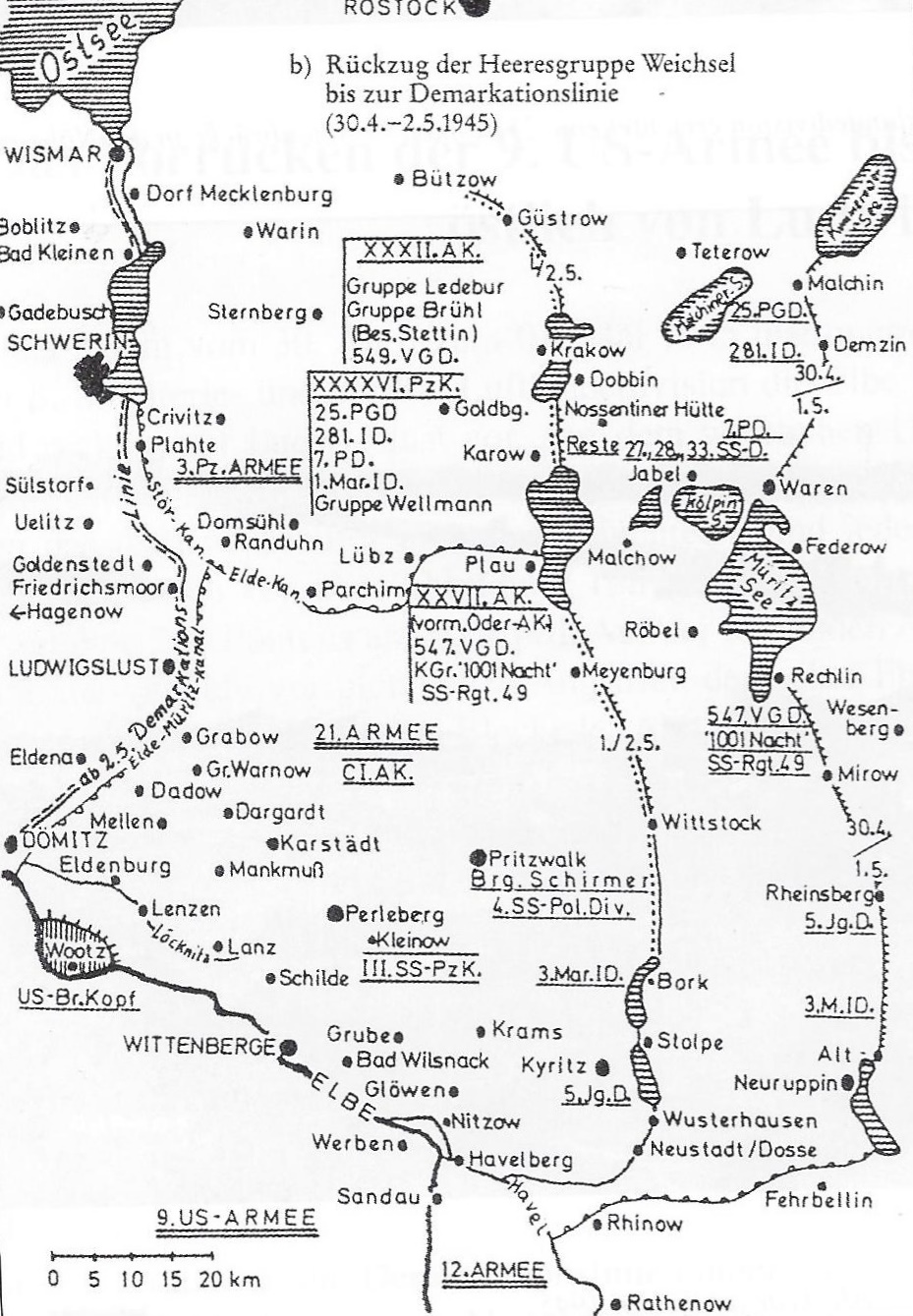
De terugtocht eind april/begin mei 1945

| Rang                   | Naam                  | Begin         | Eind       |
| ---------------------- | --------------------- | ------------- | ---------- |
| General der Infanterie | Kurt von Tippelskirch | 27 april 1945 | 2 mei 1945 |